# Vasilij Semënovič Grossman
Vasilij Semënovič Grossman (in russo Василий Семёнович Гроссман?; Berdičev, 12 dicembre 1905 – Mosca, 14 settembre 1964) è stato un giornalista e scrittore sovietico.

## Biografia
Di famiglia ebraica, Grossmann visse gli anni dell'infanzia e della giovinezza nella cittadina ucraina dove nacque, Berdičev (in ucraino Berdyčiv), importante centro dell'ebraismo dell'est europeo, allora parte dell'Impero russo. Si laureò ingegnere chimico all'Università Statale di Mosca, iniziando la professione a Stalino, l'attuale Donetsk. Negli anni Trenta smise di lavorare come ingegnere e fece della scrittura il proprio impiego, pubblicando una serie di racconti ed alcuni romanzi.
Aderì all'ideologia comunista fino alla seconda guerra mondiale, durante la quale fu corrispondente di guerra per il quotidiano dell'esercito Krasnaja Zvezda (Stella Rossa) e seguì i maggiori eventi bellici come la battaglia di Mosca, quelle di Stalingrado, Kursk e l'avanzata fino alla Germania, prendendo parte alla battaglia di Berlino, trascorrendo più di mille giorni al fronte, un primato per un civile al seguito di militari. In quel periodo cominciò a comporre una grande opera sulla guerra, incentrata sulla battaglia di Stalingrado, e diede alle stampe Il popolo è immortale (1943), esaltazione dei sacrifici sofferti dai popoli dell'Unione Sovietica e dello spirito combattivo che li animò durante l'invasione tedesca del 1941. Tra il 1944 e il 1945 lavorò a un'opera che documentava i crimini di guerra nazisti nei territori sovietici contro gli ebrei, poi uscita col titolo Il libro nero - Il genocidio nazista nei territori sovietici 1941-1945, presto sparita dalla circolazione per ordine della censura comunista. Fu corrispondente con il corpo d'avanzata sovietico che, nell'agosto 1944, entrò nel campo di sterminio di Treblinka, scrivendo per primo degli omicidi di massa compiuti dai nazisti contro gli ebrei deportati da tutta l'Europa occupata dalla Germania. Riprese il tema della persecuzione nazista degli ebrei nella dilogia di Stalingrado, cui Vasilij Grossman cominciò a lavorare già dal 1943, secondo quanto testimonia Semën Lipkin. La dilogia si compone di due romanzi Za pravoe delo, ossia Per una giusta causa, in italiano uscito come Stalingrado, titolo preferito dall'autore, e Zhizn i sudba, ossia Vita e destino.
Dopo aver assistito alla campagna antisemita di Stalin in Unione Sovietica fra il 1949 e il 1953, e terminata solo per l'improvvisa scomparsa del dittatore nel marzo '53, egli maturò una diversa sensibilità, trovandosi in dissidio col regime, e fu quindi emarginato dalla scena letteraria, cadendo in disgrazia. 
Fu solo in Francia nel 1970 che venne pubblicato postumo uno dei suoi romanzi più significativi, Tutto scorre.... Invece, la stesura finale della sua opera più monumentale sulla guerra, Vita e destino, fu sequestrata nel febbraio del 1961 da due agenti del KGB, che portarono via tutte le copie che riuscirono a trovare: le veline a carta carbone, le minute e persino i nastri della macchina da scrivere su cui l'opera era stata battuta. Il romanzo non avrebbe mai visto la luce se qualcuno non fosse riuscito a salvare il manoscritto, portandolo ad Andrej Sacharov, che nei suoi laboratori lo fece fotocopiare e riuscì a portarne una, forse due copie a Losanna, dove inizialmente fu stampato in russo nel 1980 presso la casa editrice Éditions L'Âge d'Homme di Vladimir Dimitrijević.
Grossman morì di cancro allo stomaco il 14 settembre 1964, senza sapere che il suo romanzo era stato salvato.

## Fortuna letteraria
La fortuna letteraria di Vita e destino e del suo autore fu, in Italia e non solo, piuttosto circoscritta. Pubblicato dapprima in maniera parziale, peraltro basandosi sulla traduzione francese, da Jaca Book nel 1983, il libro era conosciuto solamente entro un circolo ristretto di lettori. Tuttavia, in occasione del centenario della nascita, presero avvio una serie di iniziative che lo misero in risalto, avvicinandolo al grande pubblico anche grazie agli interventi di Vittorio Strada e Gianni Riotta.
Tra le iniziative proposte significativa fu senz'altro la mostra organizzata dal Centro Culturale Pier Giorgio Frassati di Torino Vita e destino, il romanzo della lotta colossale avvenuta nella battaglia di Stalingrado. Esposta a Torino per la prima volta, ha poi raggiunto città come Milano, Genova, Mosca, Gerusalemme, Buenos Aires. Importante fu anche il primo convegno internazionale di studi grossmaniani, i cui atti Il romanzo della libertà. Vasilij Grossman tra i classici del XX secolo sono stati pubblicati a cura di Giovanni Maddalena e Pietro Tosco presso Rubbettino Editore.
In concomitanza con l'uscita, nel novembre 2008, della nuova traduzione italiana di Vita e destino, la prima integrale dal russo, curata da Claudia Zonghetti per Adelphi e fondata sull'originale disponibile, il Centro Studi Vita e Destino di Torino organizzò per il 19-20-21 febbraio 2009 la seconda edizione del convegno internazionale di studi con il titolo Vasilij Grossman tra ideologie e domande eterne. Nel 2022, Adelphi pubblica un'edizione economica del romanzo, con la traduzione riveduta della stessa Zonghetti.
Nel 2010 è stato onorato come Giusto al Giardino dei Giusti di Milano.
Il 4 aprile 2022, sempre per Adelphi, è uscito Stalingrado, la parte precedente a Vita e destino. Il libro è tradotto da Claudia Zonghetti sui manoscritti originali, basandosi sull'edizione critica, apparsa a sua volta nel 2019 sul testo russo stabilito da Robert Chandler e Jurij Bit-Junan.
Nel 2022, esce in lingua inglese l'edizione non censurata de Il popolo è immortale, il primo romanzo della trilogia sulla guerra, condotta da Robert Chandler e Julija Volochova. Nel maggio 2024, Adelphi pubblica la traduzione, sempre a cura della Zonghetti.

## Opere
- Il popolo è immortale, 1943. [pubblicato a puntate nell’estate del 1942 su Krasnaja Zvezda (Stella Rossa), l'edizione non censurata è uscita nel 2022 in lingua inglese, tradotta da Robert ed Elizabeth Chandler]
  -  Il popolo è immortale, traduzione di Claudia Zonghetti, a cura di Robert Chandler e Julija Volochova, Collana Biblioteca n.757, Milano, Adelphi, 2024, ISBN 978-88-459-3873-3.
- L'inferno di Treblinka, traduzione di Claudia Zonghetti, Collana Biblioteca minima n.41, Milano, Adelphi, 2010,  p. 79, ISBN 978-88-459-2484-2. [pubblicato nel 1944]
- Vasilij Grossman e Il'ja Grigor'evič Ėrenburg, Il libro nero - Il genocidio nazista nei territori sovietici 1941-1945, traduzione di Luca Vanni, Collana Oscar Storia, Milano, Arnoldo Mondadori Editore, 1999,  p. 915, ISBN 88-04-48656-2.
- Per la giusta causa oppure Per una giusta causa, 1952.
  -  Stalingrado[2], traduzione di Claudia Zonghetti, a cura di Jurij Bit-Junan e Robert ed Elizabeth Chandler, Collana Biblioteca n.731, Milano, Adelphi, 2022, ISBN 978-88-459-3651-7. [questa edizione restaurata del romanzo, finora inedito in Italia, è uscita dapprima in lingua inglese nel 2019, e contiene materiali aggiuntivi tratti dai manoscritti, purgati nelle precedenti edizioni]
- Vita e destino, scritto nel 1959, pubblicato postumo nel 1980; I ed. integrale, 1990.
  -  Vita e destino, traduzione di Cristina Bongiorno, collana Mondi Letterari, Milano, Jaca Book, 1984,  p. 864, ISBN 978-88-16-50261-1. [traduzione parziale e lacunosa]
  -  Vita e destino, traduzione di Claudia Zonghetti, Collana Biblioteca Adelphi, Milano, Adelphi, 2008,  p. 827, ISBN 88-459-2340-1. - Nuova ed. ampliata, Collana gli Adelphi, Milano, Adelphi, 2022, ISBN 978-88-459-3690-6, pp. 982. [edizione integrale sulla copia manoscritta corretta dall'Autore, pubblicata in Russia nel 1990]
- Tutto scorre..., scritto fra il 1955 e il 1963, pubblicato postumo nel 1970.
  -  Tutto scorre..., traduzione di Pietro Zveteremich, collana Scrittori italiani e stranieri, Milano, Arnoldo Mondadori Editore, 1971,  p. 247.
  -  Tutto scorre..., traduzione di Gigliola Venturi, Collana Fabula n.17, Milano, Adelphi, 1987, ISBN 978-88-459-0248-2. - Collana gli Adelphi n. 363, Milano, Adelphi, 2010, ISBN 978-88-459-2466-8.
- Fosforo, traduzione di Mario Alessandro Curletto, Collana Nugae n.19, Il Nuovo Melangolo, 1991, ISBN 978-88-701-8153-1.
- Anni di guerra, traduzione di M. Bellini, Collana Le gomene n.5, L'Ancora del Mediterraneo, 1999, ISBN 978-88-832-5055-2.
- La Madonna a Treblinka, Collana Le api n.12, Milano, Medusa, 2007, ISBN 978-88-769-8116-6. [scritto nel 1955, ma pubblicato postumo solo nel 1989]
- Il bene sia con voi!, traduzione di Claudia Zonghetti, Collana Biblioteca n.572, Milano, Adelphi, 2011,  p. 253, ISBN 978-88-459-2575-7.
- La cagnetta, trad. e cura di Mario Alessandro Curletto, Collana Biblioteca minima n.57, Milano, Adelphi, 2013,  p. 88, ISBN 978-88-459-2801-7. [contiene 3 racconti]
- Uno scrittore in guerra (1941-1945), A cura di Antony Beevor e Luba Vinogradova, traduzione di Valentina Parisi, Collana Biblioteca n.635, Milano, Adelphi, 2015, ISBN 978-88-459-2983-0, pp. 471; Collana gli Adelphi n.607, Milano, Adelphi, 2020, ISBN 978-88-459-3530-5.
- Ucraina senza ebrei, traduzione di Claudia Zonghetti, Collana Microgrammi n.22, Milano, Adelphi, 2023, ISBN 978-88-459-3781-1. [articolo pubblicato su Einikeit nel 1943]